# Dialectica ehretiae
Dialectica ehretiae är en fjärilsart som först beskrevs av Lajos Vári 1961.  Dialectica ehretiae ingår i släktet Dialectica och familjen styltmalar.
Artens utbredningsområde är Etiopien. Inga underarter finns listade i Catalogue of Life.

## Bildgalleri

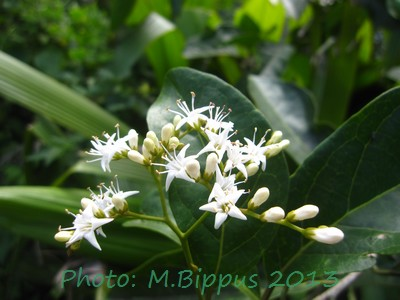